# Luboš Hilgert (1960)
Luboš Hilgert (* 25. října 1960 Praha) je bývalý český a československý vodní slalomář, kajakář závodící v kategorii K1 a trenér.
Na mistrovstvích světa získal jednu stříbrnou (K1 – 1981) a tři bronzové medaile (K1 – 1985; K1 družstva – 1983, 1991). Z evropských šampionátů má jeden bronz ze závodu hlídek z roku 1993. Dvakrát startoval na letních olympijských hrách, v Barceloně 1992 dojel na 23. příčce, v Atlantě 1996 skončil na 18. místě.
Jeho žena Štěpánka, kterou si vzal v roce 1986, je dvojnásobná olympijská vítězka ve vodním slalomu, jejich syn Luboš je rovněž kajakář. 
Závodům se věnoval i jeho bratr Ivan Hilgert s rodinou. Jeho dcera Amálie Hilgertová je českou reprezentantkou v jízdě na kajaku.